# PJAK
PJAK, Partiet för fritt liv i Kurdistan (پارتی ژیانی ئازادی کوردستان eller Partiya Jiyana Azad a Kurdistanê), är en kurdisk beväpnad nationalistisk organisation som har sina baser i Qandilbergen i Irak. 
Partiets ledare är Haji Ahmadi som är efterlyst av Iran och bor i Tyskland. Hälften av PJAK:s medlemmar är kvinnor. PJAK är en del av Iran–Kurdiska-konflikten.